# 巫山山脉
巫山山脉位于重庆、湖北交界区，主峰为重庆奉节县境内的乌云顶，海拔2400米。
巫山十二峰分别坐落于巫山县东部的长江两岸。江北6峰，自西向東依次是登龍峰、聖泉峰、朝雲峰、望霞峰（神女峰）、松巒峰、集仙峰；江南6峰：自西向東依次是飛鳳峰、翠屏峰、聚鶴峰、上升峰、起雲峰、凈壇峰。其中，以神女峰最為出名。
巫山三台分别是楚阳台（即古阳台）、授书台和斩龙台。巫山八景是宁河晚渡、青溪渔钓、阳台暮雨、南陵春晓、夕霞晚照、澄潭秋月、秀峰禅刹和女观贞石。

## 延伸阅读
[在维基数据编辑]
 《欽定古今圖書集成·方輿彙編·山川典·巫山部》，出自陈梦雷《古今圖書集成》